# Eishockeyclub Klagenfurter Athletiksport-Club
L'Eishockeyclub Klagenfurter Athletiksport-Club, più semplicemente e comunemente noto come EC KAC, è una squadra di hockey su ghiaccio di Klagenfurt, in Austria. È, con 32 campionati vinti, la squadra più titolata del Paese.
Dalla stagione 2016-17 (la prima della nuova Lega) schiera una seconda squadra in Alps Hockey League.

## Storia
Il 18 settembre 1909 fu fondato il Klagenfurter Athletiksport-Club, la sezione di hockey su ghiaccio nacque nel 1923. Per due anni disputò solo incontri amichevoli poi, nel 1926, cominciò a giocare nei campionati della federazione.
I primi due titoli arrivarono consecutivamente, nel 1934 e 1935, ma il vero, lungo periodo d'oro percorse gli anni '60, '70 e '80 con venti titoli tra il 1960 e il 1988. A questi trionfi si può aggiungere anche la finale raggiunta in Coppa dei Campioni nel 1969, persa contro la corazzata CSKA Mosca.
Gli anni novanta hanno visto un solo titolo, nel 1991, per poi tornare alla ribalta nel decennio successivo con 4 titoli ed una Interliga.

## Palmarès

### Competizioni nazionali
- Campionati austriaci: 27

1933-1934, 1934-1935, 1951-1952, 1954-1955, 1959-1960, 1963-1964, 1964-1965, 1965-1966, 1966-1967, 1967-1968, 1968-1969, 1969-1970, 1970-1971, 1971-1972, 1972-1973, 1973-1974, 1975-1976, 1976-1977, 1978-1979, 1979-1980, 1984-1985, 1985-1986, 1986-1987, 1987-1988, 1990-1991, 1999-2000, 2000-2001
- Österreichische Eishockey-Liga: 3

2003-2004, 2008-2009, 2012-2013

### Competizioni internazionali
- Interliga: 1

1999-2000